# Austin Powers – Das Schärfste, was Ihre Majestät zu bieten hat
Austin Powers – Das Schärfste, was Ihre Majestät zu bieten hat (Originaltitel: Austin Powers: International Man of Mystery) aus dem Jahr 1997 ist eine Parodie auf James Bond. Das Drehbuch schrieb der kanadische Komiker Mike Myers, der auch zwei Hauptrollen übernahm. Regie führte Jay Roach. Der Film startete am 20. November 1997 in den deutschen Kinos.

## Handlung
London mitten in den „Swinging Sixties“. Geheimagent Austin Danger Powers hat es sich zur Aufgabe gemacht, die Welt vor seinem Widersacher Dr. Evil zu beschützen. Da Dr. Evil sich von Austin Powers bedrängt fühlt, flüchtet er mit einer Rakete in die Erdumlaufbahn. Austin Powers lässt sich einfrieren und wartet nun in diesem Zustand auf seinen Erzfeind. Dreißig Jahre später ist es soweit: Dr. Evil kehrt auf die Erde zurück, und Austin Powers wird vom Geheimdienst reanimiert.
Allerdings hat Austin Powers nun nicht nur mit Dr. Evil zu kämpfen, sondern auch mit der veränderten Gesellschaft in den 1990er Jahren. Er muss erfahren, dass freie Liebe, Hippie-Zeitgeist, extrovertierter Kleidungsstil und sexistische Sprüche mittlerweile nicht mehr gefragt sind. Er macht Vanessa Kensington, der mit ihm zusammenarbeitenden Mitarbeiterin des Verteidigungsministeriums und Tochter seiner einstigen Sekretärin Mrs. Kensington, teils heftige Avancen. Nachdem sie Austin zunächst unsympathisch findet, werden sie später bei einem gemeinsamen Auftrag in Las Vegas ein Paar. Auch Dr. Evil fällt die Rückkehr auf die Erde schwer, da seine Organisation in der Zwischenzeit durch seinen Stellvertreter Nummer Zwei zu einem im Kapitalismus florierenden Unternehmen ausgebaut wurde. Zudem muss er sich mit seinem rebellischen Teenager-Sohn Scott, der während seiner Abwesenheit von den Mitarbeitern gezüchtet wurde, herumschlagen.
Dr. Evil und seine Handlanger entführen einen Atomsprengkopf und wollen diesen in den Erdkern abfeuern, was zu Vulkanausbrüchen auf der ganzen Welt führen würde. Powers durchsucht das Hotelzimmer von Alotta Fagina, der Sekretärin von Nummer Zwei, und erkennt Art und Ausmaß des Plans. Mithilfe von Vanessa und weiteren britischen Streitkräften gelingt es Austin, Dr. Evils unterirdische Geheimzentrale zu erstürmen und den Plan zu verhindern. Dr. Evil entkommt abermals mit seiner Rakete in die Erdumlaufbahn, während Vanessa und Austin heiraten.

## Hintergrund
Nach eigener Aussage kam Mike Myers die Idee zu dem Film, als er im Autoradio auf einsamer kanadischer Landstraße den Oldie The Look of Love hörte. Das Lied wurde von Burt Bacharach (der in Austin Powers auch einen Gastauftritt als er selbst hat) für den Film Casino Royale (1967) geschrieben. Myers erinnerte sich, wie er als Kind zusammen mit dem Vater die wundersamen Agentenfilme der sechziger Jahre im Fernsehen angeschaut hatte, und dachte sich: „In solch einem Film will ich auch sein“. So sollte es kommen, inklusive Burt-Bacharach-Cameo und The Look of Love im eigenen Score. Mit seiner Band Ming Tea ist Myers im Abspann selbst als Sänger zu sehen.
Der erste Austin-Powers-Film war in den USA ein moderater Erfolg, allerdings in Europa zunächst ein Flop. Im Zuge der Video- und TV-Verwertung stellte sich jedoch auch hier nachträglich kommerzieller Erfolg ein. Durch die gelungene Anlehnung an die ersten James-Bond-Filme, das Spielen mit Geheimdienstklischees, Freizügigkeit im Sinne der „Swinging Sixties“ und schrägen Humor erlangte der Film Kultstatus. Ihm folgten zwei erfolgreiche Fortsetzungen.

## Anspielungen
Der Film ist als Parodie auf die James-Bond-Filme zu sehen, wobei Mike Myers zum einen als Austin Powers für 007 persönlich steht und andererseits als Dr. Evil für den James-Bond-Bösewicht Blofeld. Der deutsche Titel Das Schärfste, was Ihre Majestät zu bieten hat und auch Austin Powers normale Kleidung spielen auf den James-Bond-Teil Im Geheimdienst Ihrer Majestät an. Die Casino-Szene in Las Vegas verweist dagegen auf den Film Feuerball. Des Weiteren werden zahlreiche Andeutungen auf typische Merkmale der frühen James-Bond-Filme gemacht, wie auf das „Bond, James Bond“, das Myers mit einem „Austin Danger Powers“ überbetont.
Weitere Anspielungen und Parodien:
- Das Aussehen von Dr. Evil ist dem Schauspieler Donald Pleasence nachempfunden, der Blofeld in Man lebt nur zweimal verkörpert hat.
- Die Split-Screen-Technik erinnert an bekannte Spielfilme der 1960er und 1970er Jahre wie Thomas Crown ist nicht zu fassen.
- Die Szene, in der Austin aufgetaut wird und nach der Warmschleimphase wieder erwacht, ist eine Anspielung auf den Film Demolition Man mit Wesley Snipes, Sylvester Stallone und Sandra Bullock in den Hauptrollen.
- Die anschließende Szene mit der Reinigungsphase entstammt dem Film James Bond – 007 jagt Dr. No.
- Dr. Evils Methode, Mitarbeiter, die versagt haben, mithilfe eines präparierten Stuhls durch Knopfdruck zu töten, stammt aus dem Film Feuerball.
- Die Verkörperung des Schergen Randomtask von Dr. Evil ist eine Parodie auf Oddjob aus Goldfinger.
- Der Name Alotta Fagina ist eine Anspielung auf Pussy Galore, Goldfingers Pilotin.
- Nummer Zwei ist der Figur Emilio Largo aus Feuerball nachempfunden.
- Die Szene, in der Nummer Zwei anhand einer USA-Karte mit Modellen erklärt, was die Firma Virtucon alles besitzt, ist aus dem Film Diamantenfieber.
- Auch die Szene, in der Austin Alotta Fagina in ihrem Penthouse besucht, ist aus Diamantenfieber.
- Die Whirlpool-Szene stammt aus Im Angesicht des Todes. Im Verlauf dieser Szene sagt Alotta „In Japan kommt zuerst der Mann und die Frau kommt später“. Eine ähnliche Formulierung kommt auch in Man lebt nur zweimal vor, auch dort in einer Whirlpool-Szene.
- Die Outfits von Dr. Evils Armee sind denen aus Diamantenfieber nachempfunden.
- Der Strahlenschutzanzug, den Dr. Evil gegen Ende trägt, erinnert an Dr. No, in dem Dr. No einen ganz ähnlichen Anzug trägt.

## Synchronisation
| Rolle              | Schauspieler     | Synchronsprecher         |
| ------------------ | ---------------- | ------------------------ |
| Austin Powers      | Mike Myers       | Philipp Brammer          |
| Dr. Evil           | Mike Myers       | Gudo Hoegel              |
| Vanessa Kensington | Elizabeth Hurley | Katerina Jacob           |
| Basil Exposition   | Michael York     | Thomas Danneberg         |
| Nummer Zwei        | Robert Wagner    | Joachim Kerzel           |
| Frau Farbissina    | Mindy Sterling   | Ilona Grandke            |
| Scott Evil         | Seth Green       | Hubertus von Lerchenfeld |
| Mrs. Kensington    | Mimi Rogers      | Dagmar Heller            |
| Alotta Fagina      | Fabiana Udenio   | Jennifer Böttcher        |
| Mustafa            | Will Ferrell     | Willi Röbke              |
| Com. Gilmour       | Charles Napier   | Norbert Gastell          |
| Johnson Ritter     | Clint Howard     | Ulrich Frank             |
| Patty O’Brien      | Paul Dillon      | Kai Taschner             |
| Cowboy             | Tom Arnold       | Randolf Kronberg         |
| Therapeutin        | Carrie Fisher    | Katharina Lopinski       |

## Soundtrack
Original Soundtrack Austin Powers
2000
1. The Magic Piper (Of Love) – Edwyn Collins
2. BBC – Ming Tea
3. Incense and Peppermints – Strawberry Alarm Clock
4. Mas que nada – Sérgio Mendes & Brasil ‘66
5. Female of the Species (Fembot Mix) – Space
6. You Showed Me – The Lightning Seeds
7. Soul Bossa Nova – Quincy Jones und His Orchestra
8. These Days – Luxury
9. Austin’s Theme – The James Taylor Quartet
10. I Touch Myself – Divinyls
11. Call Me (Petula Clark Song) – The Mike Flowers Pops
12. The Look of Love – Susanna Hoffs
13. What the World Needs Now Is Love – Burt Bacharach und The Posies
14. The Book Lovers – Broadcast
15. Austin Powers – Wondermints
16. The ‘Shag-adelic’ Austin Powers Score Medley – George S. Clinton

## Kritiken
Der Film erhielt überwiegend positive Kritiken und erreichte bei Rotten Tomatoes eine Bewertung von 73 %, basierend auf 67 Kritiken. Bei Metacritic konnte ein Metascore von 51, basierend auf 25 Kritiken, erzielt werden.

„Launige Parodie auf die Flower-Power-Generation und den ihr heute entgegengesetzten Zeitgeist, die vom Kalauer über makabre Scherze bis zu satirischen Spitzen fast jeden Humor bedient. Dank der überbordenden Flut von Zitaten und ausgelassen aufspielender Schauspieler ein weitgehend unbeschwertes Vergnügen.“

„Selten wurde deutlicher als bei diesem Film, wie sehr eine Komödie vom präzisen Timing abhängt. Das Drehbuch strotzt von schrägen Einfällen, doch die nachlässige Inszenierung von Regisseur Jay Roach läßt mindestens die Hälfte aller Gags wirkungslos implodieren. Und auch die meisten Zoten, die im prüden Amerika für Gegacker sorgen dürften, finden hierzulande nur ein müdes Echo im gähnenden Schlund des Zuschauers. Immerhin: Zwischen all den Rohrkrepierern gibt¹s (sic) ein paar Zwerchfell-Attacken, die schlichtweg anbetungswürdig sind. Wenn Austin zum Beispiel in Dr. Evils Weltuntergangslabor Gaststar Christian Slater hypnotisiert, ist das echt … äh … groovy!“

## Auszeichnungen
MTV Movie Awards 1998
- Bester Bösewicht: Mike Myers
- Beste Tanzszene: Mike Myers („Some London Citizens“)
- Nominierungen: Bester Film, Beste Darstellung (Comedy)